# 西紅門駅
座標: 北緯39度47分17.98秒 東経116度19分21.29秒 / 北緯39.7883278度 東経116.3225806度
西紅門駅（せいこうもんえき）とは中華人民共和国北京市大興区に位置する北京地下鉄大興線の駅である。

## 駅構造

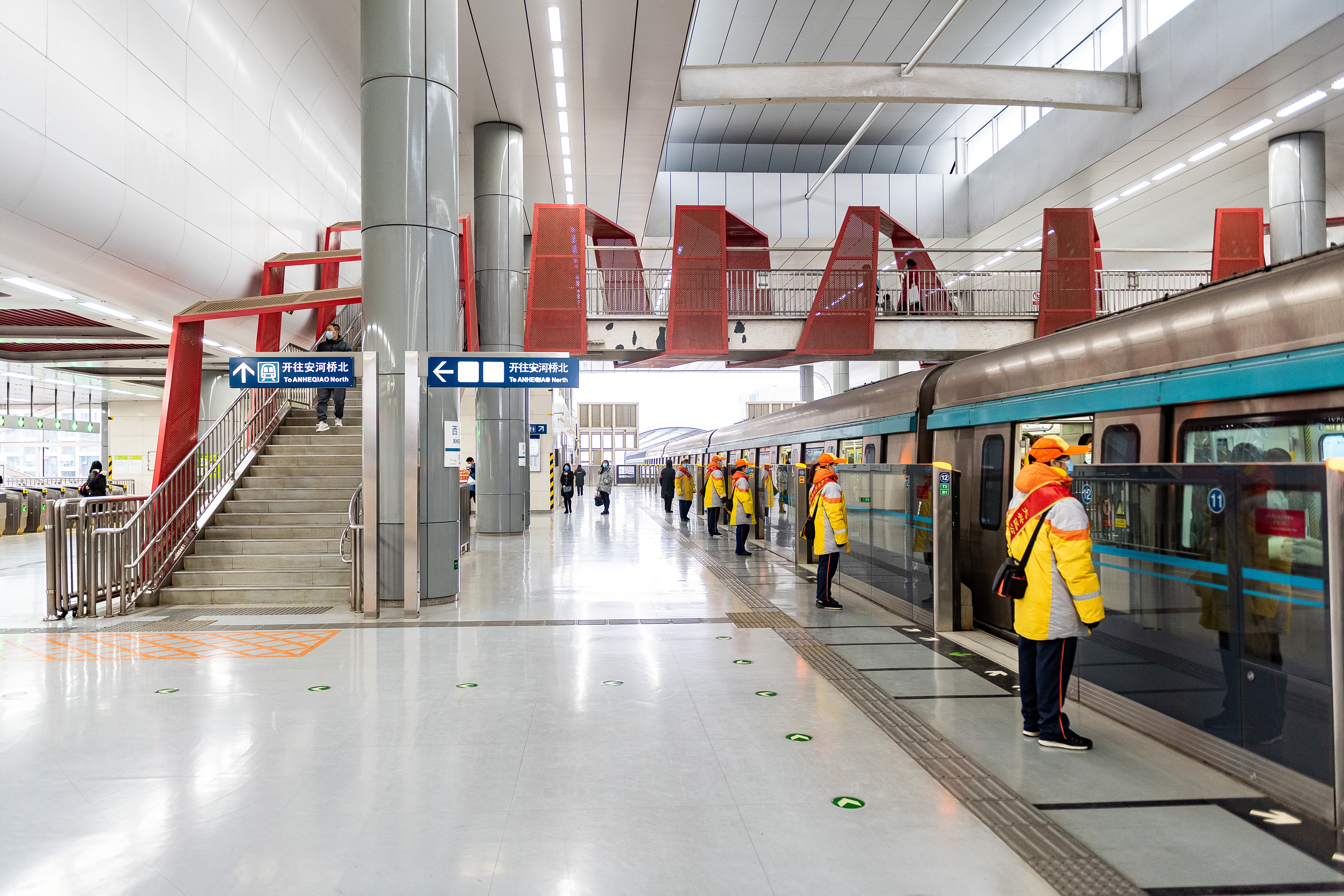
ホーム

相対式ホーム2面2線を有する、大興線で唯一の高架駅。駅構内には「歴史的瞬間」と題する彫刻がある。
10000平方メートルのパークアンドライド方式の駐車場が設置されている。

## 駅周辺
- イケア西紅門店

## 歴史
- 2010年12月30日 - 開業。

## 隣の駅
北京地下鉄
■大興線
新宮駅 - 西紅門駅 - 高米店北駅